# Egidijus Balčiūnas
Egidijus Balčiūnas, född den 7 maj 1975 i Kapsukas i Litauiska SSR i Sovjetunionen (nu Marijampolė i Litauen), är en litauisk kanotist.
Han tog bland annat VM-guld i K-2 200 meter i samband med sprintvärldsmästerskapen i kanotsport 2001 i Poznań.